# Eothyris
 (novembre 2017).
Si vous disposez d'ouvrages ou d'articles de référence ou si vous connaissez des sites web de qualité traitant du thème abordé ici, merci de compléter l'article en donnant les références utiles à sa vérifiabilité et en les liant à la section « Notes et références ».
Genre
Genre
Eothyris est un genre éteint de synapsides caesauriens de la famille des Eothyrididae. Il a vécu au cours du Permien et ses fossiles ne sont connus qu'au Texas.

## Description

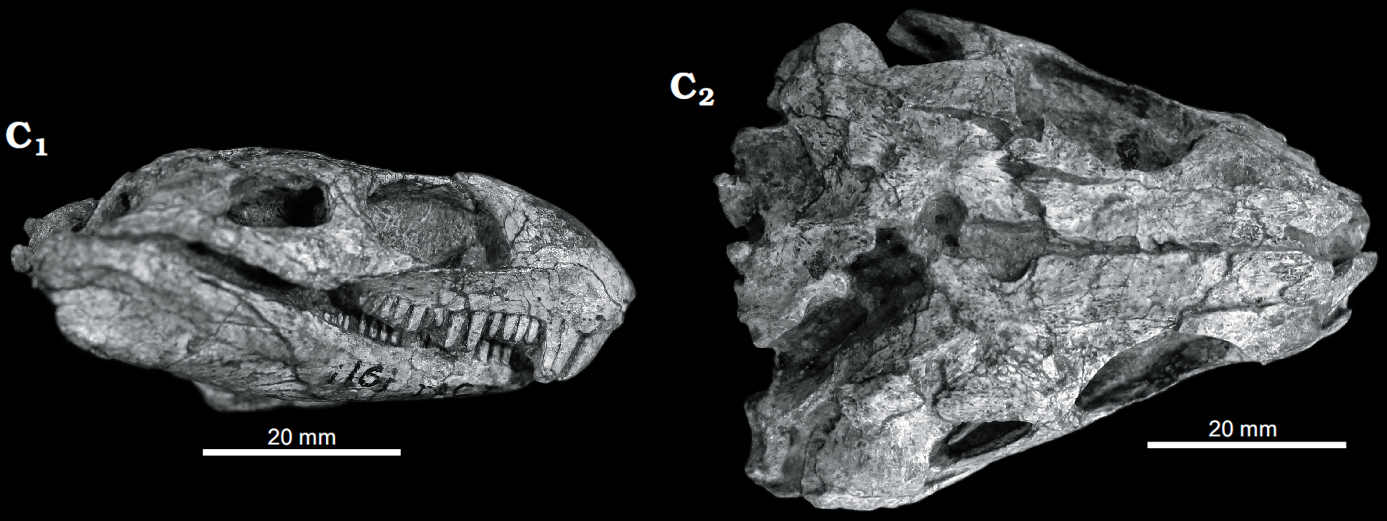
Crâne d'Eothyris parkeyi, holotype MCZ 1161, en vue latérale et supérieure.

C'était un animal insectivore, étroitement apparenté à Oedaleops. Seul le crâne d'Eothyris, décrit pour la première fois en 1937, est connu. Il mesurait 6 centimètres de long. La longueur totale de l'animal est estimée à 30 centimètres.

## Classification
Eothyris est classé dans la famille monophylétique des Eothyrididae. C'est l'un des deux genres de la famille, l'autre étant Oedaleops. La famille est regroupée dans les Caseasauria, et seuls des restes crâniens en sont connus. La famille est caractérisée par neuf autapomorphies dentaires et crâniennes.